# Sackpfeifer

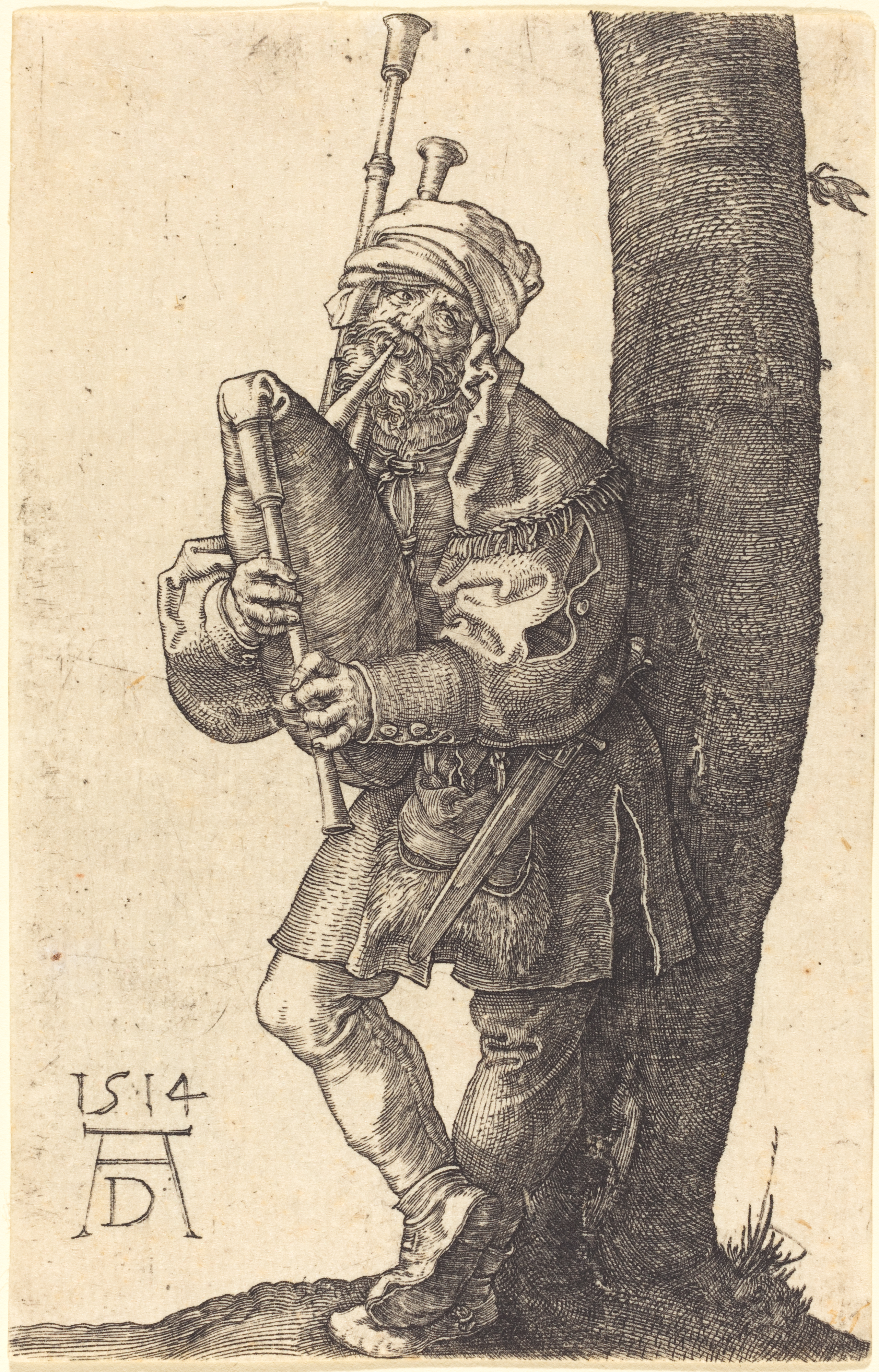
Sackpfeifer von Albrecht Dürer

Sackpfeifer, auch Dudelsackbläser oder Dudelsackspieler, ist die Bezeichnung für jemanden, der eine Sackpfeife („Dudelsack“) spielt.
Zitat aus Illustrierte Geschichte der deutschen Musik (1881): Vermittelst des Ansatzrohrs bläst der Sackpfeifer Luft in den Schlauch, den er mit dem Arme so bearbeitet, dass die Luft in die gegenüber am Schlauch angesetzte Schalmei treibt; diese ist mit sechs oder sieben Tonlöchern versehen, die, um Töne von verschiedener Höhe und Tiefe zu erzeugen, geschlossen oder geöffnet werden, wie bei der Flöte und den ähnlichen Instrumenten.
Schon im 13. Jahrhundert gehörte neben einem Trompeter und einem Trommler der Sackpfeifer zum fürstlichen Hofstaat.

## Sackpfeifer in der Schäferei

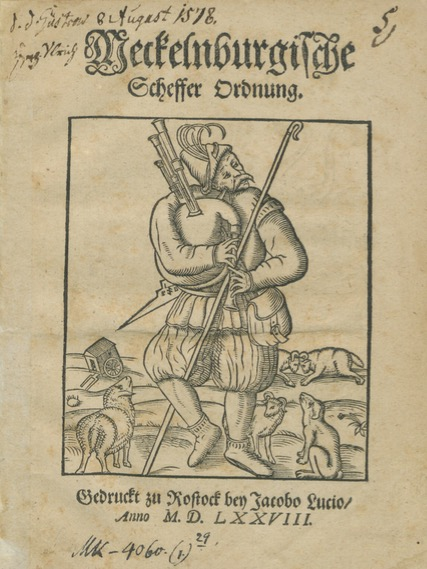
Titelblatt der Scheffer-Ordnung von 1578

Das Spiel auf der Sackpfeife gehört seit dem Mittelalter zur Ausübung des Schäferberufes.

„Ein Schäfer muß auch auf einem Blas-Instrumente spielen können, nicht des alten Wahns wegen, daß die Schafe mehr durch die Musique, als durch das Weiden und durch das Futter sollen fett werden, sondern deswegen, weil die Schafe (wie die Erfahrung bestätiget) vor andern Thieren, insbesonderheit die Musique lieben: sie gedeyen davon ungemein, und werden dadurch sehr munter. Ausserdem ist es dem Schäfer sehr bequem, mit der Flöte seine Heerde commandieren zu können: wie auch die ausländischen Schäfer thun, die mit gewissen Stückchen auf ihrer Sackpfeifen sie zusammen halten, selbige an sich rufen, und wieder wegtreiben.“

„Er vertrauete mir erstlich seine Säu, zweitens seine Ziegen, und zuletzt seine ganze Herde Schafe, daß ich selbige hüten, weiden, und vermittelst meiner Sackpfeife (welcher Klang ohne das, wie Strabo schreibet, die Schafe und Lämmer in Arabia fett machet), vor dem Wolf beschützen sollte.“

„Um Wölfe fern zu halten, ist das Verursachen von Lärm eine gute Methode. Ich spiele Dudelsack, wenn es neblig ist, denn bei Nebel greifen Wölfe eine Herde vermehrt an.“

## Sackpfeifer im kirchlichen Kontext

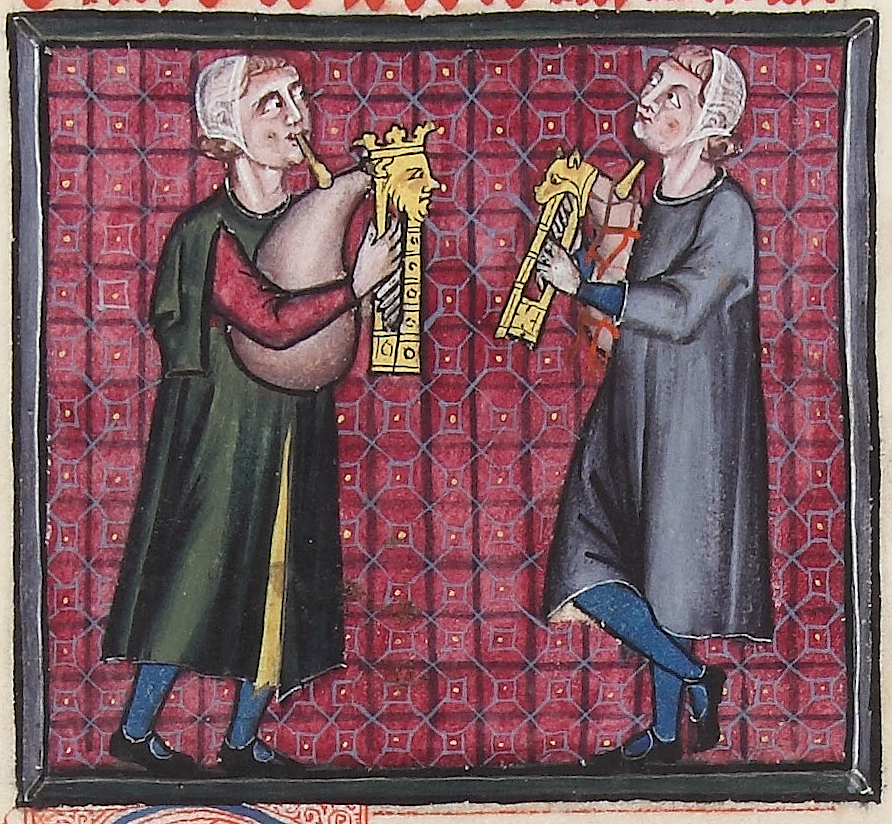
Sackpfeifer aus den Cantigas de Santa Maria

In der Liederhandschrift Cantigas de Santa Maria aus dem 13. Jahrhundert sind neben anderen Instrumentalisten auch mehrere Sackpfeifer abgebildet. Im Kölner Dom befindet sich, neben insgesamt 17 Abbildungen von Sackpfeifern, an einer exponierten Stelle im Chor eine Statue eines Sackpfeifers aus dem 14. Jahrhundert. In zahlreichen religiösen Altarbildern und Handschriften finden sich Abbildungen von Sackpfeifern im Zusammenhang mit Illustrationen des Weihnachtsevangeliums.
Im 20. Jahrhundert wurde das Spiel der Sackpfeife von Kirchenmusikern wieder aufgegriffen. Zu nennen wären Helmut Kickton und Maria Scharwieß. Für kirchliche Amtshandlungen wie Trauungen und Beerdigungen gibt es inzwischen Angebote von professionellen Sackpfeifern.

## Sackpfeifer in der Militärmusik

Schottischer Militärmusiker im Zweiten Weltkrieg

Sackpfeifer als Militärmusiker sind in der Schweiz vor 1530 belegt, wurden dann aber von Pfeifer und Trommler abgelöst.
In den Ländern des britischen Kulturraumes ist der Sackpfeifer bis zur Gegenwart fest in die Militärmusik integriert.

## Berühmte Spielleute
- Marx Augustin war Sackpfeifer zur Zeit der großen Pest in Wien. Bekannt bei der Bevölkerung war er als der liebe Augustin. Seinen wirklichen Namen gab er nicht preis. Augustin spielte in verschiedenen Gasthäusern. Trotz der Pest kamen nach dem Motto einmal noch lustig sein viele Menschen, um ihn zu hören.[4]
- Hans Gantner, König der Spielleute zu Bern 1507 (siehe: Pfeiferbrunnen an der Spitalgasse in Bern von 1507)
- Hans Schwarz (Sackpfeifer), Sackpfeifer zu Appenzell, 1577 als angeblicher Brandstifter hingerichtet

## Sackpfeifer in der Musik
- Der Sackpfeifer oder auch Schwägerchen Puck (1867) ist eine komische Operette in einem Akt von Ludwig Anzengruber.[5]

- Ein weiteres Musikstück ist Rübezahl und der Sackpfeifer von Neisse. Die Musik komponierte Hans Sommer, die Dichtung stammt von Eberhard König.[6]

- Schwanda, der Dudelsackpfeifer ist eine tschechische Volksoper in 2 Akten von Milo Kares, verdeutscht von Max Brod, die Musik komponierte Jaromír Weinberger.

## Sackpfeifer in der Sage und im Märchen
- Der Sackpfeifer und der Wolf bei Spandau ist eine Sage, nach der ein angetrunkener Sackpfeifer in eine für den Wolf gegrabene Grube gefallen ist.[7]
- Hans mein Igel, ein Märchen der Brüder Grimm
- Der kleine Sackpfeifer, ein Märchen aus den Irischen Elfenmärchen der Brüder Grimm